# Hibbertia scandens
Hibbertia scandens är en tvåhjärtbladig växtart som först beskrevs av Carl Ludwig von Willdenow, och fick sitt nu gällande namn av Ernest Friedrich Gilg. Hibbertia scandens ingår i släktet Hibbertia och familjen Dilleniaceae.

## Underarter
Arten delas in i följande underarter:
- H. s. glabra
- H. s. oxyphylla

## Bildgalleri

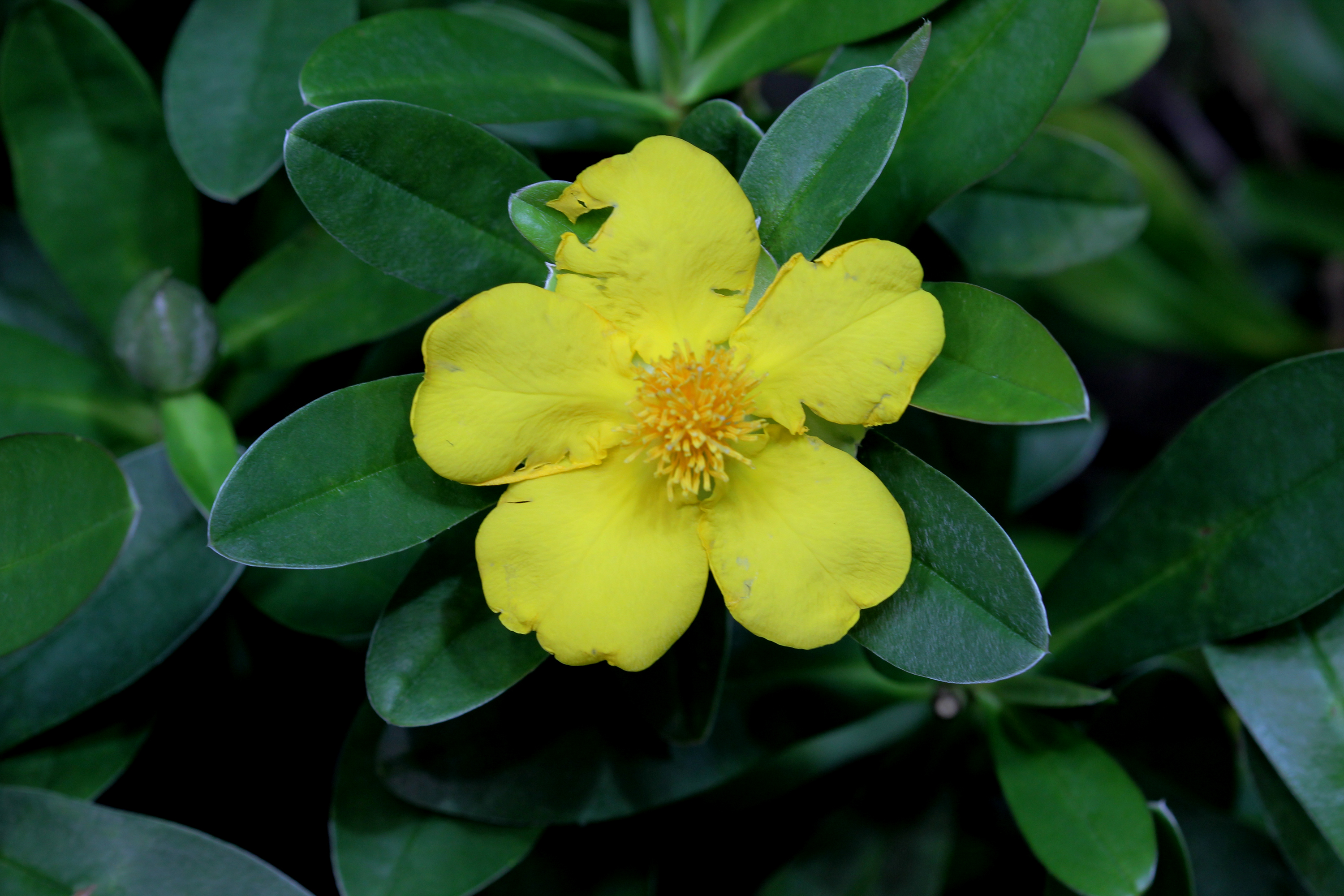
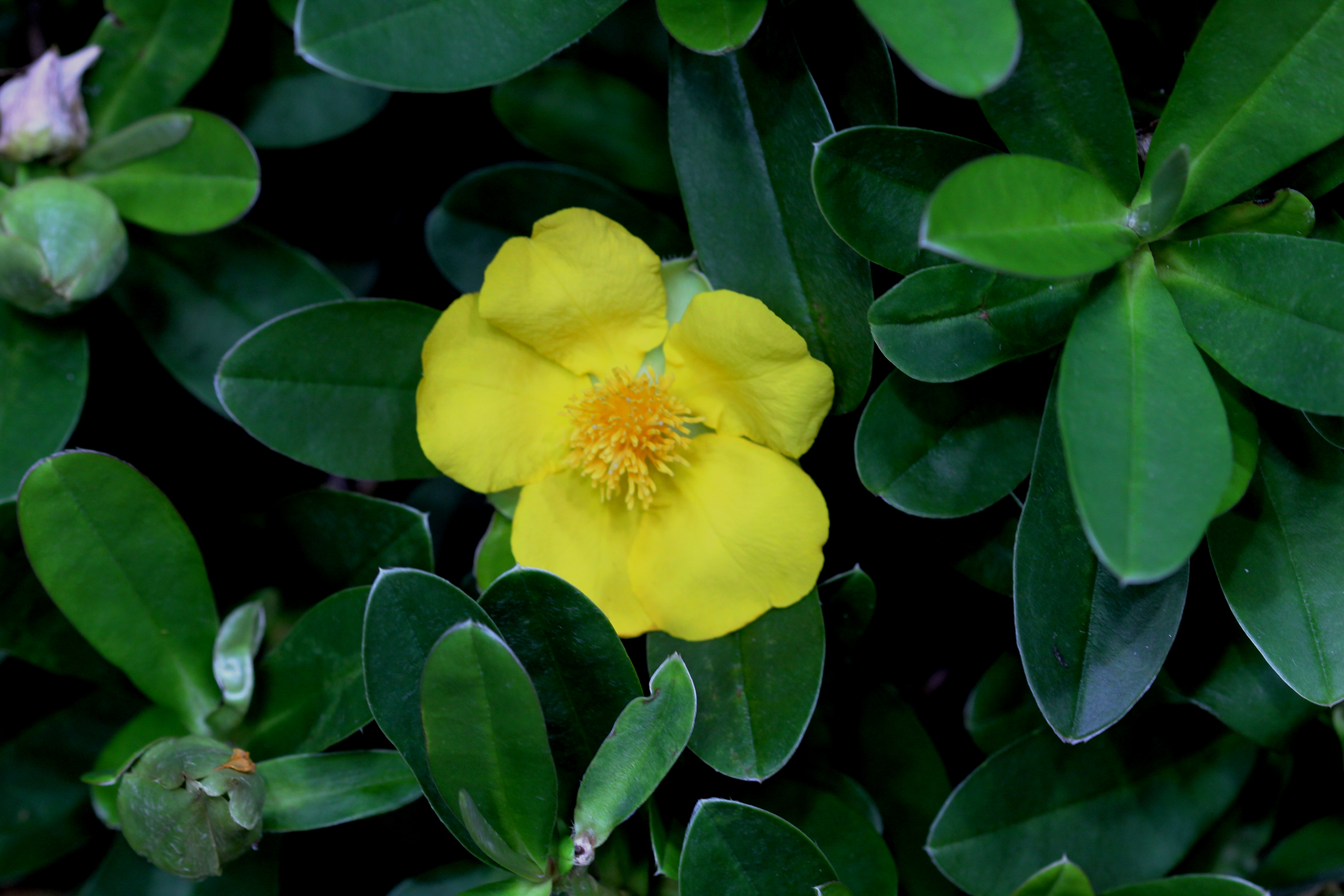
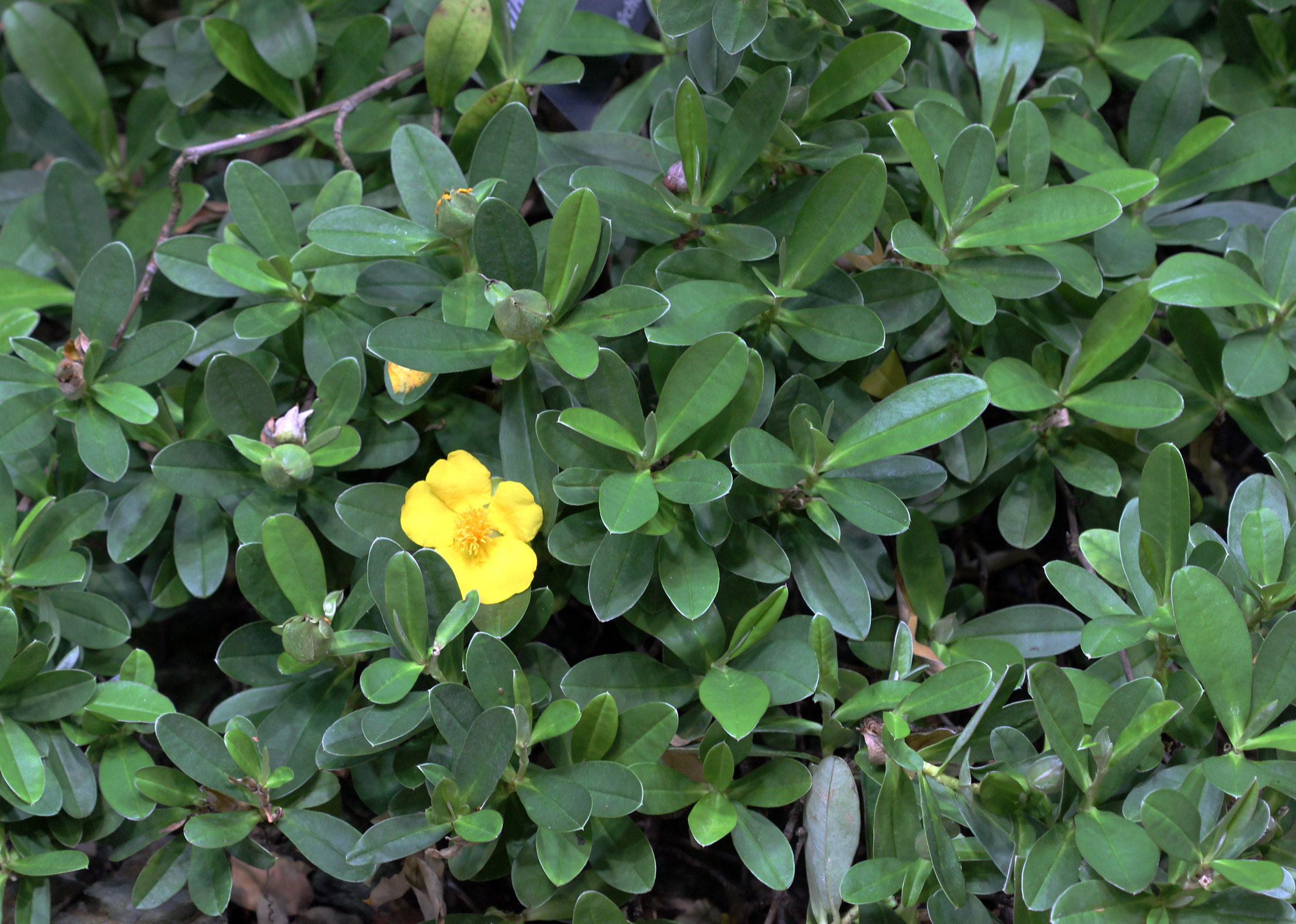